# Antarctothoa delta
Antarctothoa delta är en mossdjursart som först beskrevs av Ryland och Gordon 1977.  Antarctothoa delta ingår i släktet Antarctothoa och familjen Hippothoidae.

## Underarter
Arten delas in i följande underarter:
- A. d. delta
- A. d. parsimilis